# باشگاه فوتبال اوسترش
باشگاه فوتبال اوسترش (نروژی: Östers IF) یک باشگاه فوتبال در شهر وکفو، سوئد است.
این باشگاه که در سال ۱۹۳۰ تأسیس شده سابقه ۴ قهرمانی در لیگ برتر فوتبال سوئد و یک قهرمانی در جام حذفی فوتبال سوئد در کارنامه دارد.